# Diwdad ibn Muhàmmad al-Afxín
Diwdad (o Dewdad)  (II) ibn Muhàmmad ibn Abi-s-Saj fou fill de Muhàmmad ibn Abi-s-Saj i es va proclamar emir a Maragha a la mort del seu pare el març del 901. Va prendre el nom de Diwdad II perquè considerava el fundador de la dinastia sadjida, el seu avi Abul Sadj Diwdad ben Yusuf Diwdasht, com el primer emir de la nissaga (Diwdad I). Fou enderrocat al cap de quatre o cinc mesos pel seu oncle Yússuf ibn Abi-s-Saj.